# Gut Holzhausen (Preußisch Oldendorf)

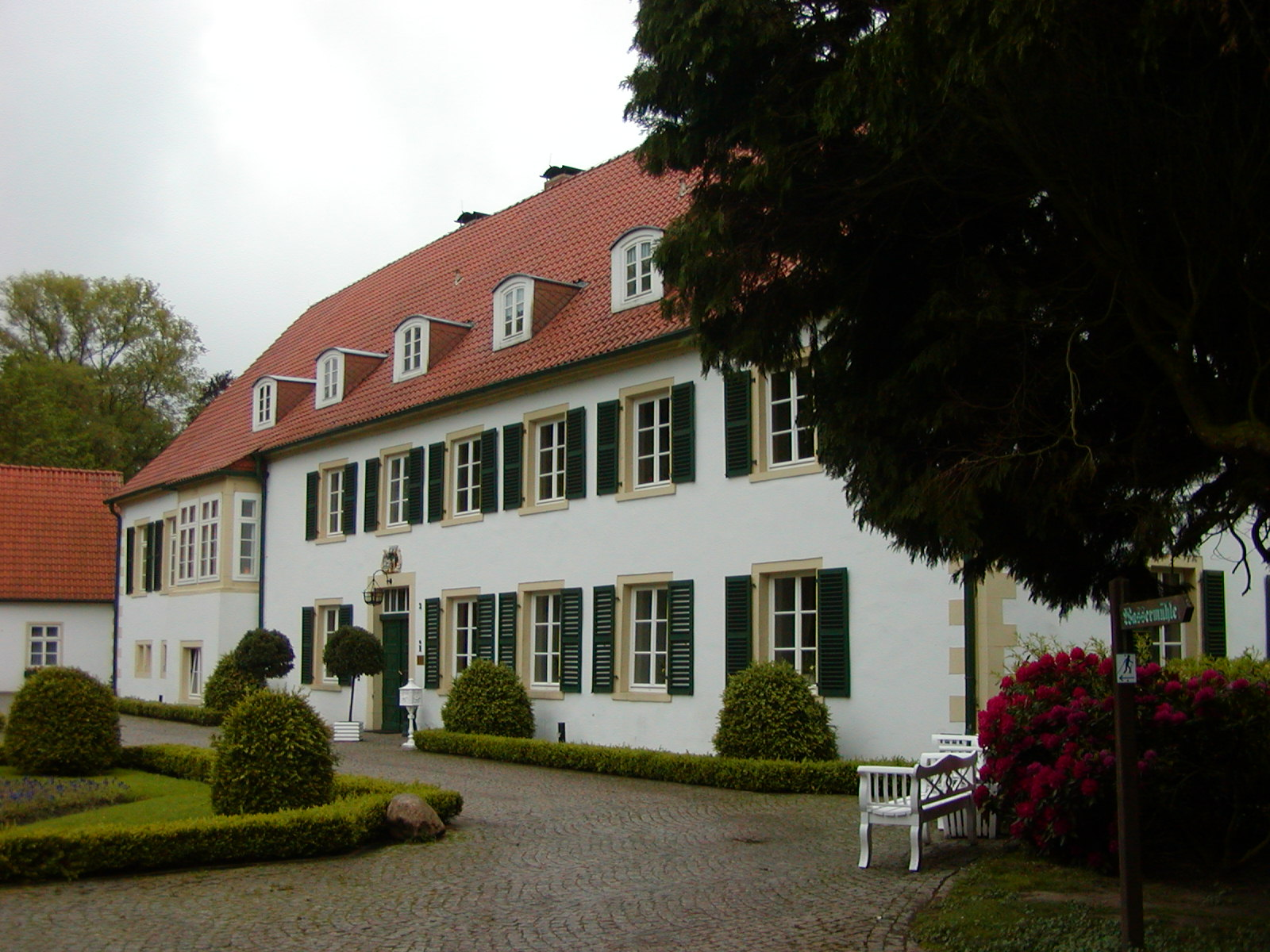
Ehemaliges Herrenhaus

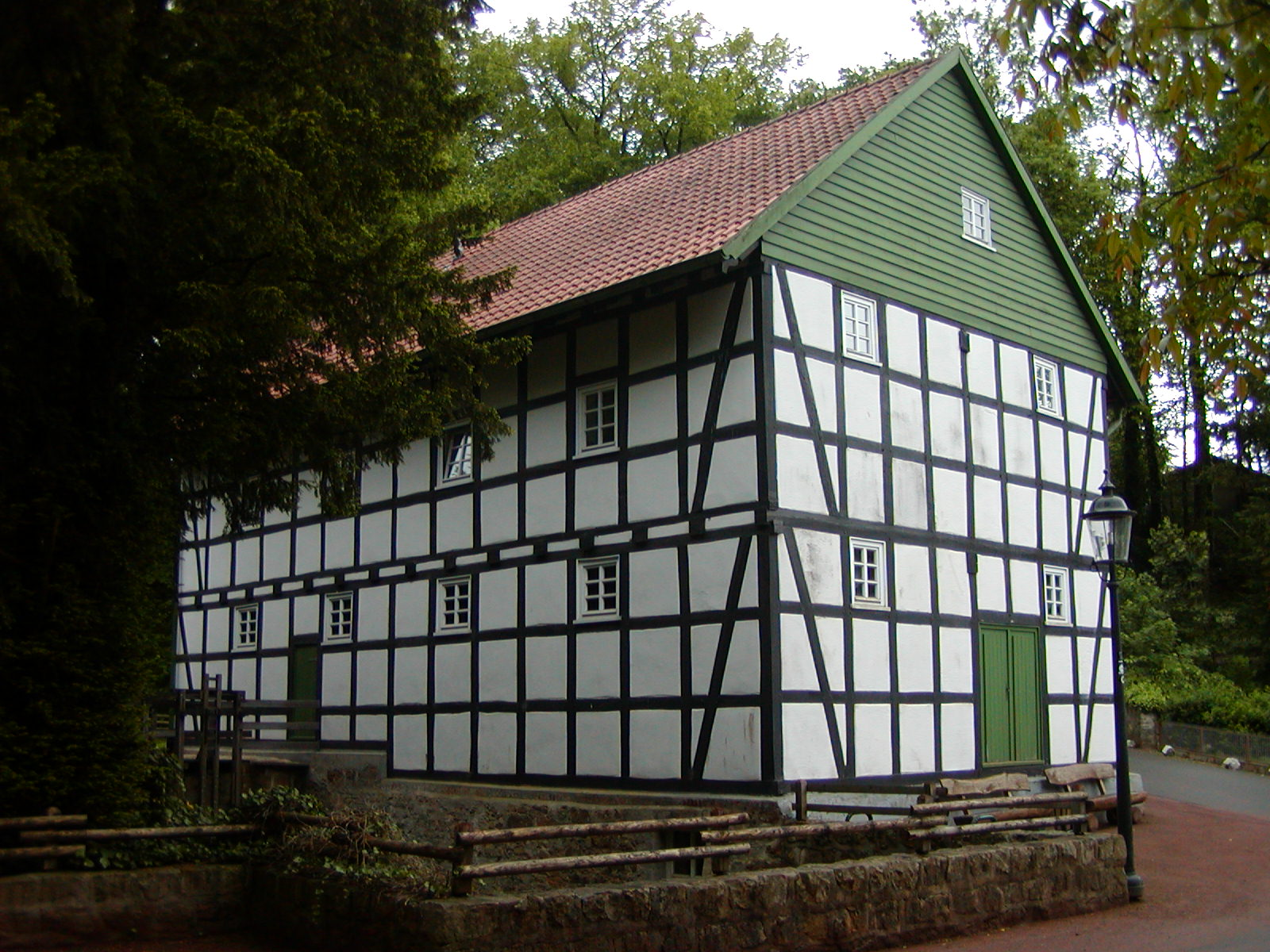
Wassermühle

Das Gut Holzhausen ist ein ehemaliges Rittergut und Herrenhaus im Stadtteil Bad Holzhausen der Stadt Preußisch Oldendorf im Kreis Minden-Lübbecke. Die historische Bezeichnung für das heutige Gebäudeensemble war Haus Holzhausen oder Gut Hudenbeck. Es ist nicht zu verwechseln mit dem heute als Rittergut Hudenbeck bezeichneten Gebäudeensemble, das am südwestlichen Ende des Kurparks zwischen Gut Holzhausen und Schloss Crollage liegt. Die heutige Fachliteratur führt das Gut wieder unter dem Titel „Gut Holzhausen“, um es vom (später übergeordneten) „Gut Hudenbeck“ zu unterscheiden.
Das Gut liegt am Nordhang des Wiehengebirges und an der Großen Aue.

## Geschichte
Erstmals erwähnt wurde das Rittergut Holzhausen zusammen mit der Gutswassermühle und der benachbarten Holzhauser Kirche im Jahre 1529. Damalige Eigentümerin war die Familie von Schloen genannt Gehle, die gleichzeitig Eigentümerin der Rittergüter Hollwinkel im Stadtteil Hedem und Hüffe im Stadtteil Lashorst der Stadt Preußisch Oldendorf sowie des Burgmannshofes in Lübbecke war. 
Zuvor stand hier der Bauernhof von Heinrich Blesse. Die Familie Von Schloen genannt Gehle baute den Bauernhof in einen adeligen Rittersitz um. Die Erlaubnis für den Umbau wurde vom Herzog Johann von Jülich und Berg - Grafen von Ravensberg erteilt. Johan von Schloen genannt Gehle diente als Gefolgsmann und war verwandt mit Lubbert von Wendt, ravensbergischem Drost der Burg Limberg in der jetzigen Stadt Preußisch Oldendorf. Im Jahre 1558 (die eingravierte Jahreszahl steht an der Ostseite des Hauses) wurde das Rittergut zu einem Herrenhaus in seiner noch heute sichtbaren Anlage umgebaut. Bauherr war vermutlich Wilke von Schloen genannt Gehle. Ursprünglich war das Herrenhaus von einer breiten Gräfte umgeben, die Zufahrt erfolgte über eine Steinbrücke und eine Zugbrücke. 
Aufgrund von Erbstreitigkeiten kam das Rittergut 1586 an Johann von Steding (Margarete von Schloen war eine geborene von Steding). Heinrich Wilke (Wilhelm) von Steding heiratete um 1650 Hedwig von Spiegel zu Peckelsheim, deren Nachfahren heute noch Eigentümer von Groß-Engershausen im Stadtteil Engershausen sind. Durch erhebliche Landverkäufe wurden Mittel zur Schuldentilgung beschafft. 1812 verkaufte Heinrich Karl Wilhelm von Steding das Rittergut Holzhausen mit allen Zubehörungen an Wilhelm Friedrich Christian von Oheimb zu Enzen, der bereits Eigentümer des benachbarten Rittergutes Hudenbeck und der Burg Limberg war. Im Jahre 1866 wurden am Haus umfangreiche Umbauten vorgenommen. Der Politiker Ferdinand von Oheimb starb dort im Jahre 1905. 
Anfang der 1980er-Jahre erwarb die Stadt Preußisch Oldendorf das Gut und richtete das Herrenhaus als „Haus des Gastes“ ein.

## Heutige Nutzung
Das Herrenhaus steht als „Haus des Gastes“ für Veranstaltungen aller Art zur Verfügung. Der Park ist für die Öffentlichkeit zugänglich. Die zerstörte Mühle wurde 1983 nach einem Brand neu aufgebaut und ist Teil der Westfälischen Mühlenstraße.